# From Dusk Till Dawn 2: Texas Blood Money
From Dusk Till Dawn 2: Texas Blood Money is een Amerikaanse direct-naar-dvd-horrorfilm uit 1999 onder regie van Scott Spiegel. Het is een vervolg op From Dusk Till Dawn (1996) van Robert Rodriguez. Van de originele acteurs keert alleen Danny Trejo terug als Razor Eddie, de barman van de Titty Twister.
Er verscheen in 2000 een derde deel, genaamd From Dusk Till Dawn 3: The Hangman's Daughter.

## Verhaal
Crimineel Buck (Robert Patrick) ziet thuis op televisie dat zijn maat Luther Hecks (Duane Whitaker) uit de gevangenis is ontsnapt. Kort daarop krijgt hij een telefoontje van hem met het voorstel een groep samen te stellen en samen in Mexico miljoenen buit te maken bij een bankroof. Buck verzamelt daarop C.W. Niles (Muse Watson), spierbundel Jesus (Raymond Cruz) en de minder snuggere Ray Bob (Brett Harrelson) bij elkaar. Samen komen ze aan in een hotel in Mexico, waar Buck heeft afgesproken met Hecks.
Hecks krijgt panne met zijn auto wanneer hij richting Mexico rijdt. Hij schrikt zich kapot van een grote vleermuis die hij vervolgens in de kop schiet. Omdat zijn wagen het niet meer doet, gaat Hecks de nabij gelegen striptent Titty Twister binnen om Buck te bellen en te proberen om vervoer te regelen. Barman Razor Eddie (Danny Trejo) biedt hem daarop een lift aan. Hecks komt er alleen tot zijn verrassing achter dat Eddie een vampier is die heel erg pissig wordt wanneer hij hem vertelt over de neergeschoten vleermuis, die eigenlijk een vriend van Eddie is. Deze blijkt bovendien niet dood wanneer ze bij Hecks' auto aankomen. Deze heeft geen kans wanneer de twee hem ook in een vampier veranderen.
Wanneer Hecks vervolgens aankomt op zijn afspraak met Buck, C.W., Jesus en Ray Bob, hebben die geen idee dat de man die ze binnenhalen niet meer de mens is die ze kennen. Wanneer de bankroof goed en wel gaande is, krijgt Buck bange vermoedens die al snel bewaarheid blijken: hij is de enige van de vijf die nog niet tot vampier gemaakt is. De gearriveerde politie heeft daarom bar weinig aan hun vuurwapens.

## Rolverdeling
| Acteur           | Personage      |
| ---------------- | -------------- |
| Robert Patrick   | Buck           |
| Duane Whitaker   | Luther         |
| Bo Hopkins       | Sheriff Lawson |
| Muse Watson      | C.W. Niles     |
| Danny Trejo      | Razor Eddie    |
| Bruce Campbell   | Barry          |
| James Parks      | Deputy McGraw  |
| Tiffani Thiessen | Pam            |